# Damalis nigella
Damalis nigella là một loài ruồi trong họ Asilidae. Damalis nigella được Wulp miêu tả năm 1872. Loài này phân bố ở miền Ấn Độ - Mã Lai.